# Vieuphoria
Vieuphoria er titlen på en vhs-udgivelse med livemateriale udgivet af Smashing Pumpkins i 1994. Vieuphoria blev genudgivet som dvd i 2002 sammen med en cd-version med titlen Earphoria. 
Vieuphoria indeholder livemateriale fra bandets to første verdensturnéer, der henholdsvis fandt sted i perioderne 1991-1992 og 1993-1994. Studieversionerne af de fleste sange er at finde på enten Gish eller Siamese Dream, mens Slunk er fra bandet Lull EP udgivet i november 1991. Mest bemærkelsesværdigt er den ekstremt heavy udgave af Disarm, samt de akustiske versioner af rocksangene Cherub Rock og Mayonaise. Silverfuck indeholder også et par minutters guitarjam, der senere skulle blive kendt som demoen Jackboot til det næste album. 

## Skæringsliste
1. Quiet (live)
2. Disarm (live)
3. Cherub Rock (live)
4. Today (live)
5. I Am One (live)
6. Soma (live)
7. Slunk (live)
8. Geek U.S.A. (live)
9. Mayonaise (live)
10. Silverfuck (live)